# Seikyo Shimbun
Seikyo Shimbun (|聖教新聞| Seikyō Shinbun, literalmente "Jornal do Ensino Sagrado") é um jornal religioso com circulação diária no Japão, editado pela Seikyo Press. O jornal foi idealizado por Jossei Toda, pertence a Soka Gakkai International e é associado ao partido político Komeito.
O lançamento da primeira edição do Seikyo Shimbun ocorreu em 20 de abril de 1951
. Foi inicialmente um tablóide de duas páginas com três edições ao mês, tendo uma tiragem de apenas cinco mil exemplares. Dois anos após, em setembro de 1953, tornou-se um semanário e o número de páginas foi aumentando gradativamente, até chegar a oito páginas em 1957. Em 1960, o Seikyo Shimbun passou a ter duas edições por semana, às quartas-feiras (quatro páginas) e aos sábados (oito páginas), e tornou-se um jornal diário a partir de julho de 1965. Atualmente, o Seikyo Shimbun é publicado com doze páginas e alcança a tiragem de 5,5 milhões de exemplares diários (dados de 2001). 
O jornal possui um escritório principal em Tóquio, oito escritórios regionais e cinquenta escritórios locais em todo Japão. 